# Dentinalia forsteri
Dentinalia forsteri är en fjärilsart som beskrevs av Heimlich 1960. Dentinalia forsteri ingår i släktet Dentinalia och familjen mätare. Inga underarter finns listade i Catalogue of Life.